# Inga träd får växa till himlen

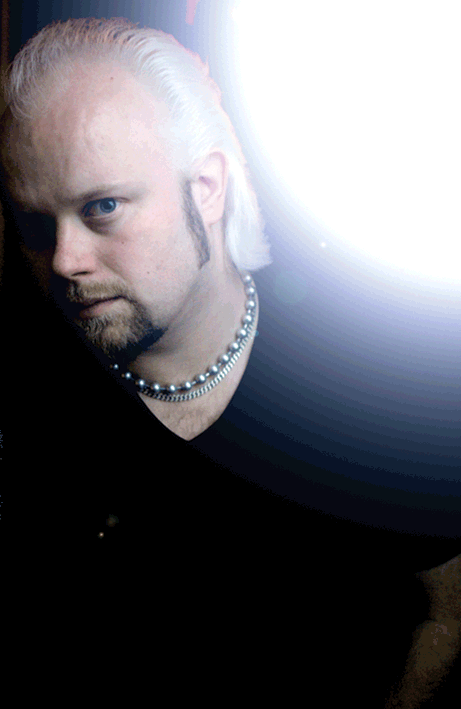
Svante Karlsson, releasebild 2007

Inga träd får växa till himlen är ett studioalbum av Svante Karlsson, utgivet den 26 mars 2007. Skivan innehåller bland annat singlarna Inga träd får växa till himlen och Länge längesen, originalversionen av "Mannen som hatade sommaren" samt den nästan 14 minuter långa "E' vi ihop... ska vi åka till IKEA". Albumet producerades av Magnus Helgesson & Svante Karlsson.

## Låtlista
1. "Inga träd får växa till himlen" (Karlsson) - 6.03
2. "E' vi ihop... ska vi åka till IKEA" (Karlsson) -  13.45
3. "Länge längesen" (Karlsson/Ljunglöf/Helgesson) - 5.42
4. "TV-shop; min ende vän" (Karlsson) - 5.00
5. "För en gångs skull (så har du kanske rätt igen)" (Duett med Linnea Olsson) (Karlsson) - 4.09
6. "Så sant som det är sagt" (Karlsson) - 3.56
7. "Mannen som hatade sommaren" (Karlsson) - 4.39
8. "-28°C" (Karlsson/Helgesson) - 3.07
9. "Den långa vägen hem" (Karlsson) - 6.09
10. "Vinden kom från öster till vårt skepp" (Karlsson/Jonsson/Karlsson) - 5.19
11. "Ej i trafik" (Karlsson) - 4.27

## Musiker
- Svante Karlsson - sång, akustisk gitarr [1–7, 9 & 11], munspel [1, 4 & 9], elgitarr [2, 3, 5, 6, 9–11], piano [4, 5, 9 & 11], pumporgel [3, 7, 10 & 11], klockspel [4, 7, 9 & 11], keyboards [2 & 9] & kaffekopp [2]
- Magnus Helgesson - trummor & percussion, klockspel [1], minimoog [2–4], piano [4, 7 & 8], keyboards [2, 7 & 11], eldgaffel [2], tubular bells [5], pumporgel [7], kör [8 & 11], akustisk gitarr [8], elgitarr [8] & elbas [11]
- Stigge Ljunglöf - elbas & kör [1 & 3–6] & elgitarr [4]
- Fredrik "Gicken" Johansson - elgitarr [5], slidegitarr [5] & elbas [9]
- Mats "MP" Persson - elgitarr [1 & 9], akustisk gitarr [1], 12-strängad Rickenbackergitarr [9], piano [1], Wurlitzerpiano & keyboard [10]
- Micke Vigh Svensson - piano [1, 5, 6 & 9] & Hammondorgel [1, 5, 6]
- Pelle Svensson - elgitarr [6]
- Linnea Olsson - sång & kör [5]
- Eddie Jonsson - bas & Rhodespiano [10]
- Staffan Karlsson - akustisk gitarr, elektrisk gitarr & Hammondorgel [10]
- Joe Farrell - blåsarrangemang [10] & sampling [11]
- David Farrell - jakthorn & bleckblås [3], flügelhorn [10] & radio [11]

## Singlar
- "Inga träd får växa till himlen" (Radio edit) - 4:43 / "Inga träd får växa till himlen" - 6:03

Utgiven 20 mars 2007. Singeln nådde 9:e plats på den finska Radio Vega-listan för svenskspråkig musik.

- "Länge längesen" (Radio edit) - 4:54 / "Länge längesen" - 5:42

Utgiven 6 september 2007.

## Mannen som hatade sommaren

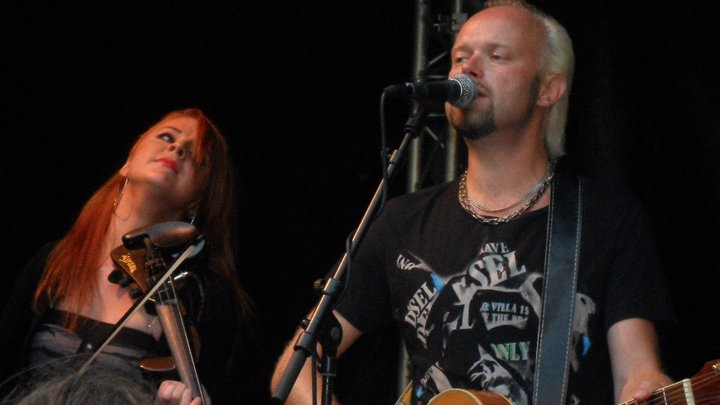
Svante Karlsson och Jannike Stenlund, Malmö 2010

Låten handlar – trots sin titel – ej om sommaren, utan är snarare en metafor för det tabubelagda i att inte tycka om sådant som alla andra uppskattar. "Mannen som hatade sommaren gick barnlös i mörkret för framtidens skull" och "Rökare dör ju i förtid, det står på paketet – det kanske är det som är deras plan?" är två textcitat som väl belyser den ironiska tonen i låten. Musiken är uppbyggd av ett karakteristiskt pumporgel- och klockspelssound med bakomliggande piano. De två slingor som möts i låten bär stora likheter med Jim Steinmans "Surf's Up" och Bruce Springsteens "Racing in the Street" – något Karlsson vid flera tillfällen påvisat själv. Det rör sig dock inte om några plagiat utan mer kärlekssfulla hommage. Låten är inspelad i tonarten A. När plattan släpptes spelade Karlsson låten med sitt sexmannaband, i full "rocksättning". Under 2010 och 2011 års turnéer framförde dock Karlsson den helt akustiskt, endast ackompanjerad av Jannike Stenlund på violin, i ett format som mer knöt an till den lågmälda studioinspelningen från 2007. En alternativ tappning med nyskrivet stråkarrangemang (version II) släpptes som B-sida på Karlssons singel "Lycklig idiot" 2011.

## Inspelning
Albumet är inspelat i Henhouse Music, Rydslund 23 november 2005 till 25 januari 2007 av Magnus Helgesson. Overdubs är inspelade i Studio Gix av Fredrik "Gicken" Johansson [5], Studio Landgren, Halmstad av Staffan Karlsson & Eddie Jonsson [10] och i Studio Tits & Ass, Halmstad av Mats "MP" Persson [10]. Mixad av Magnus Helgesson. Mastrad av Mats "MP" Persson i Studio Tits & Ass, Halmstad.

## Outtakes
Följande låtar spelades även in, men användes ej på albumet:
1. "Bara det minnet ser" (Karlsson/Waits) - 3:45
2. "Lucky Day" (Waits) - 3:45